# Crinia subinsignifera
A Crinia subinsignifera a kétéltűek (Amphibia) osztályának békák (Anura) rendjébe, a Myobatrachidae családba, azon belül a Crinia nembe tartozó faj.

## Előfordulása
Ausztrália endemikus faja. Nyugat-Ausztrália állam délnyugati csücskétől keletre Cheyne Beachig honos. Elterjedési területének mérete körülbelül 11 400 km².

## Megjelenése
Kis termetű békafaj, testhossza elérheti a 25 mm-t. Háta barna, szürke vagy sárgásbarna, időnként sötétebb foltokkal vagy hosszanti csíkokkal. Orra hegyétől az oldaláig gyakran sötétbarna csík húzódik, a szemek között háromszög alakú folt található. Pupillája vízszintes elhelyezkedésű, a szivárványhártya aranyszínű. 
Lábain vízszintes sávok húzódnak, sem a mellső, sem a hátsó lábfején nincs úszóhártya, ujjain apró korongok vannak.

## Életmódja
Tavasztól nyárig szaporodik. A petékről nincs feljegyzés, de valószínűleg hasonlóak más Crinia-fajokéhoz, melyyeket a nőstény mocsarakba és elárasztott árkokba rak le. Az ebihalak testhossza elérheti a 2,5 cm-t, sötétbarna színűek, aranyszínű foltokkal. Más Crinia-fajokhoz hasonlóan viselkednek, nincs feljegyzés arról, hogy hány hónap alatt fejlődnek békává.

## Természetvédelmi helyzete
A vörös lista a nem fenyegetett fajok között tartja nyilván. Populációja stabil, több védett területen megtalálható.